# عصب سدادي
العصب السدادي (بالإنجليزية: Obturator nerve)‏ هو عصب يتَفرعُ من الضفيرة القطنية. يتفرعُ منه الفرع الخلفي للعصب السدادي، والفرع الأمامي للعصب السدادي. يُعصِب الحيز اللفافي الإنسي للفخذ.